# Avenue Concordia

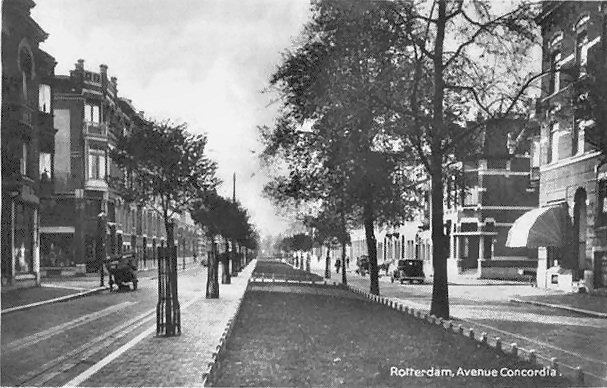
De Avenue Concordia in Rotterdam in 1932.

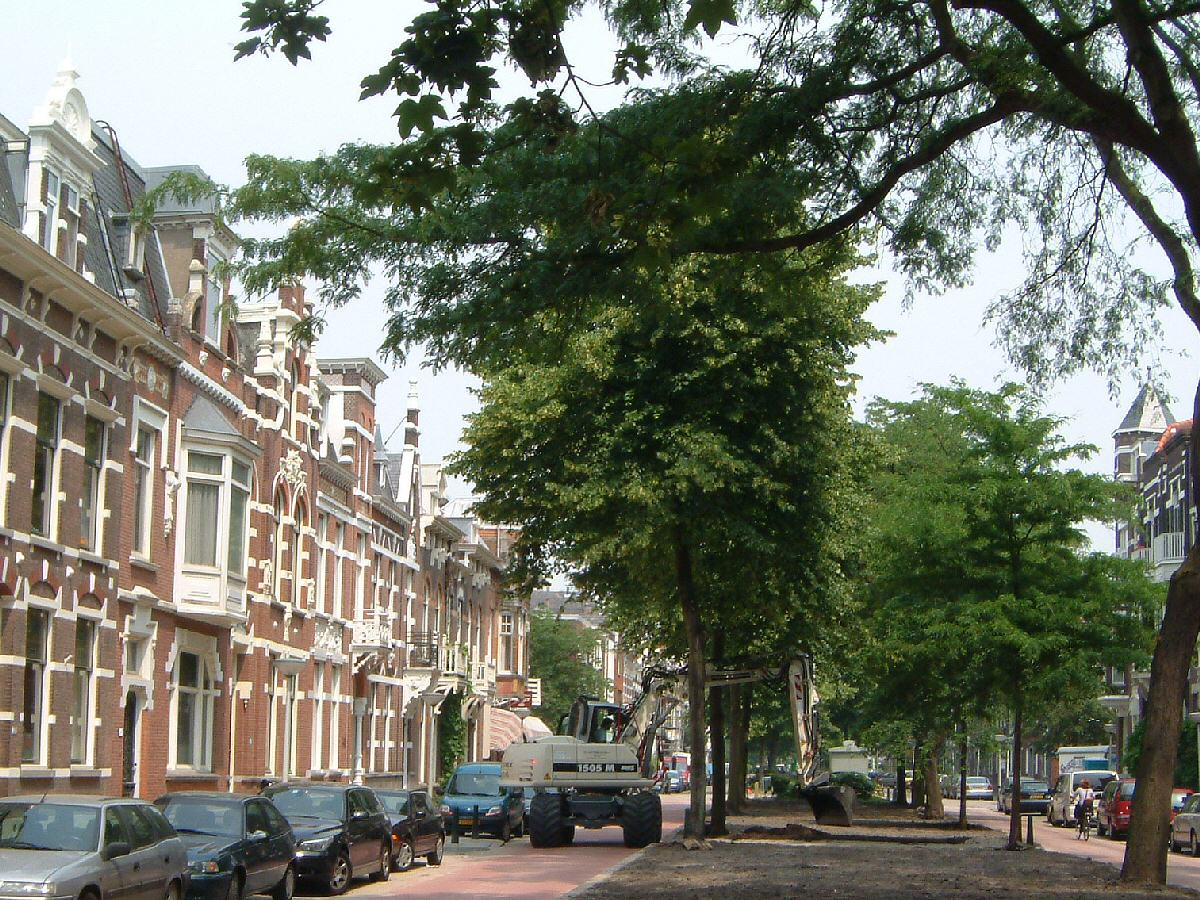
Grondwerkzaamheden in juni 2007.

De Avenue Concordia is een bekende laan in Rotterdam. De Avenue Concordia ligt in de wijk Kralingen en loopt tussen de Oudedijk en de Oostzeedijk.

## Geschiedenis
De Avenue Concordia is in 1883 aangelegd op het grondgebied van de toenmalige gemeente Kralingen, weinig later gevolgd door de parallel lopende Avenue Prins Alexander (thans de Voorschoterlaan). De nieuwe avenues moesten waardige buren zijn van de eeuwenoude Hoflaan, waarvan de naam refereert aan het Slot Honingen dat er tot in de 17e eeuw had gestaan. De transformatie van het gebied van landelijke lusthoven en weilanden tot stadswijk werd toevertrouwd aan de Bouwmaatschappij Concordia NV uit Amsterdam.

In 1864 had deze ook haar naam gegeven aan het Concordiahofje in de Amsterdamse Jordaan.
 Deze filantropische onderneming was vernoemd naar Concordia (Latijn voor "met (één) hart"), de Romeinse godin van de eendracht.
Het grootste deel van de bebouwing bestaat uit herenhuizen in de stijl van de Hollandse neorenaissance. De zijstraten worden gekenmerkt door kleinere woningen en appartementen, oorspronkelijk bedacht voor het huispersoneel dat niet langer inwoonde. Zo kreeg de buurt een gemêleerd karakter. In de Avenue zijn de gevels binnen hun soms uitbundige vormgeving strak en geordend, de erkers, balkons en dakkapellen steeds in overeenstemming, de afwerking met zandstenen accenten en gebeeldhouwde deuren volgens een vooropgesteld plan. Halverwege bij de Lusthofstraat verraden echter enkele asymmetrische bogen en frivoliteiten in glas in lood de aantocht van de jugendstil.
Op de hoek van de Annastraat staat de neogotische Gereformeerde Kerk uit 1888, ontworpen door J.B. Winters. Na de verwoesting van het oude postkantoor in de Vredehofstraat tijdens het bombardement van Rotterdam op 14 mei 1940 deed het gebouw dienst als postkantoor. De postvakken stonden opgesteld onder de kroonluchters. In 1981 werd het gebouw verkocht aan de Evangelische Broedergemeente, de Gereformeerden gebruiken thans het Gebouw Pro Rege aan de Oudedijk.
Door het bombardement is ook de noordzijde van de Avenue Concordia getroffen. Hier staat nu naoorlogse bebouwing.

## Openbaar vervoer
Van 1930-1977 was de straat het eindpunt van tram 22, sinds 1968 tram 9. Door de komst van éénrichting trammaterieel in 1956 werd een keerlus aangelegd van de Oude Dijk via Voorschoterlaan, de niet meer bestaande Concordiastraat, Avenue Concordia weer naar de Oude Dijk.

## Trivia
Meneer Anton Harmsen uit de serie Toen was geluk heel gewoon woont aan de Avenue Concordia 331 (een niet bestaand nummer, het hoogste huisnummer is 162) samen met zijn moeder en butler Hopjes.
Abram van Rijckevorselweg ·
Admiraliteitskade ·
Avenue Concordia ·
Bosdreef ·
Gerdesiaweg ·
's-Gravenweg ·
Hoflaan ·
Honingerdijk ·
Kortekade ·
Kralingseweg ·
Kralingse Plaslaan ·
Kralingse Zoom ·
Maasboulevard ·
Oostzeedijk ·
Oudedijk ·
Slaak ·
Vlietlaan ·
Voorschoterlaan